# Campeonato salvadoreño 1952-53
El Campeonato salvadoreño de fútbol 1952-53 fue el cuarto torneo de la Primera División de El Salvador de fútbol profesional salvadoreño en la historia.
El Dragón fue el campeón del fútbol salvadoreño. El Dragón también hizo historia al ser el primer club en conseguir el segundo título de la máxima categoría.
En este campeonato jugaron los mismos 8 clubes que la temporada pasada, ya que no hubo problemas con la inscripción.

## Formato
El formato del torneo era de todos contra todos a dos vueltas (aunque no se jugaron todos los partidos, debido a que eran irrelevantes para el destino del campeonato).
Los puntos obtenidos por cada enfrentamiento fueron los siguientes:
- 2 puntos por victoria
- 1 punto por empate
- 0 puntos por derrota

El equipo con más puntos acumulados en la tabla, sería el campeón.

## Equipos participantes
| Equipo            | Municipio    | Departamento |
| ----------------- | ------------ | ------------ |
| Atlético Marte    | San Salvador | San Salvador |
| Dragón            | San Miguel   | San Miguel   |
| FAS               | Santa Ana    | Santa Ana    |
| Independiente     | San Vicente  | San Vicente  |
| Juventud Olímpica | Acajutla     | Sonsonate    |
| Leones            | Sonsonate    | Sonsonate    |
| Luis Ángel Firpo  | Usulután     | Usulután     |
| Santa Anita       | Santa Ana    | Santa Ana    |

## Tabla de posiciones
| Pos. | Equipo            | Pts. | PJ | G | E | P | GF | GC | Dif. | Clasificación |
| ---- | ----------------- | ---- | -- | - | - | - | -- | -- | ---- | ------------- |
| 1    | Dragón            | 18   | 14 | 8 | 2 | 4 | 36 | 24 | +12  | Campeón       |
| 2    | Juventud Olímpica | 16   | 14 | 7 | 2 | 5 | 21 | 25 | −4   | Descendido    |
| 3    | FAS               | 15   | 14 | 6 | 3 | 5 | 32 | 20 | +12  |               |
| 4    | Atlético Marte    | 15   | 14 | 7 | 1 | 6 | 33 | 28 | +5   |               |
| 5    | Santa Anita       | 15   | 14 | 6 | 3 | 5 | 31 | 26 | +5   |               |
| 6    | Independiente     | 12   | 14 | 5 | 2 | 7 | 25 | 35 | −10  |               |
| 7    | Leones            | 11   | 14 | 4 | 3 | 7 | 25 | 31 | −6   |               |
| 8    | Luis Ángel Firpo  | 10   | 14 | 3 | 4 | 7 | 18 | 31 | −13  |               |

 Fuente: RSSSF
|                           |
|                           |
| Campeón Dragón 2.º título |